# Старомукменево
Старомукме́нево (рос. Старомукменево) — село у складі Асекеєвського району Оренбурзької області, Росія.

## Населення
Населення — 565 осіб (2010; 685 у 2002).
Національний склад (станом на 2002 рік):
- татари — 99 %